# بريت ستيوارت
بريت ستيوارت (بالإنجليزية: Brett Stewart)‏ هو لاعب دوري الرغبي أسترالي، ولد في 27 فبراير 1985 في ولونغونغ في أستراليا.